# Africa Progress Panel

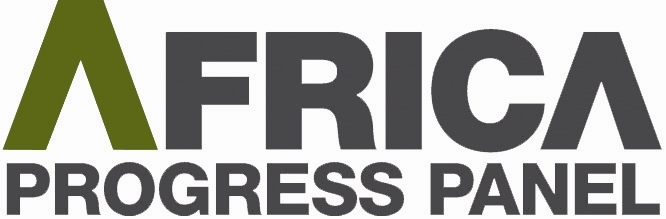
Offizielles Logo

Das Africa Progress Panel war ein zwischen 2007 und 2017 bestehendes Gremium, das im Nachgang zum G8-Gipfel in Gleneagles 2005 gegründet wurde, um die Zusagen der seinerzeitig G8-Staaten bezüglich der Entwicklung des afrikanischen Kontinents zu überwachen. Dem Gremium, dem eine Schweizer Stiftung zugrunde lag, saß Kofi Annan vor.

## Geschichte und Hintergrund
Die beim 8-Gipfel in Gleneagles 2005 gastgebende britische Regierung hatte den Klimawandel sowie den Rückstand Afrikas und einiger asiatischer Länder bei der wirtschaftlichen Entwicklung als Hauptpunkte auf die Agenda gesetzt. Bereits im Vorfeld des Gipfels kamen die Finanzminister der acht Staaten zusammen, dabei wurden einige Maßnahmen inklusive eines Schulenerlasses für hochverschuldete Entwicklungsländer erarbeitet.
Premierminister Tony Blair initiierte in der Folge die Commission for Africa, die die Umsetzung der erarbeiteten Maßnahmen verfolgen sollte und 2006 einen umfassenden Bericht vorlegte. Auf dieser Basis wurde das von der Bill & Melinda Gates Foundation finanziell unterstützte Africa Progress Panel auf Initiative der britischen Regierung gegründet, um weiterhin den Fokus auf die Verpflichtungen der internationalen Gemeinschaft gegenüber Afrika zu richten. Im April 2007 wurde die Organisation mit zugrundeliegender Stiftung bei einer Tagung in Berlin formalisiert. Hierzu sollten wichtige Persönlichkeiten ihre einflussreichen Netzwerke nutzen, um nachhaltig eine evidenzbasierte Politik zu etablieren, die den Wandel auf dem Kontinent vorantreiben sollte. Hierzu wurde ein Sekretariat in Genf gegründet, dass die Koordination der zehn Gremiumsmitglieder übernahm.
Ab 2009 veröffentlichte das Africa Progress Panel jährlich unter dem Namen Africa Progress Report einen Bericht über den aktuellen Stand der Umsetzung der Maßnahmen sowie zentrale Entwicklungen in Afrika. 2017 wurde der Abschlussreport vorgelegt, bei dessen Präsentation die Auflösung des Gremiums sowie die Schaffung der Africa Progress Group unter Leitung des Gremienmitglieds Olusegun Obasanjo bekannt gegeben wurde. 2022 wurde die Liquidation der zugrundeliegenden Stiftung abgeschlossen.

## Gremienmitglieder

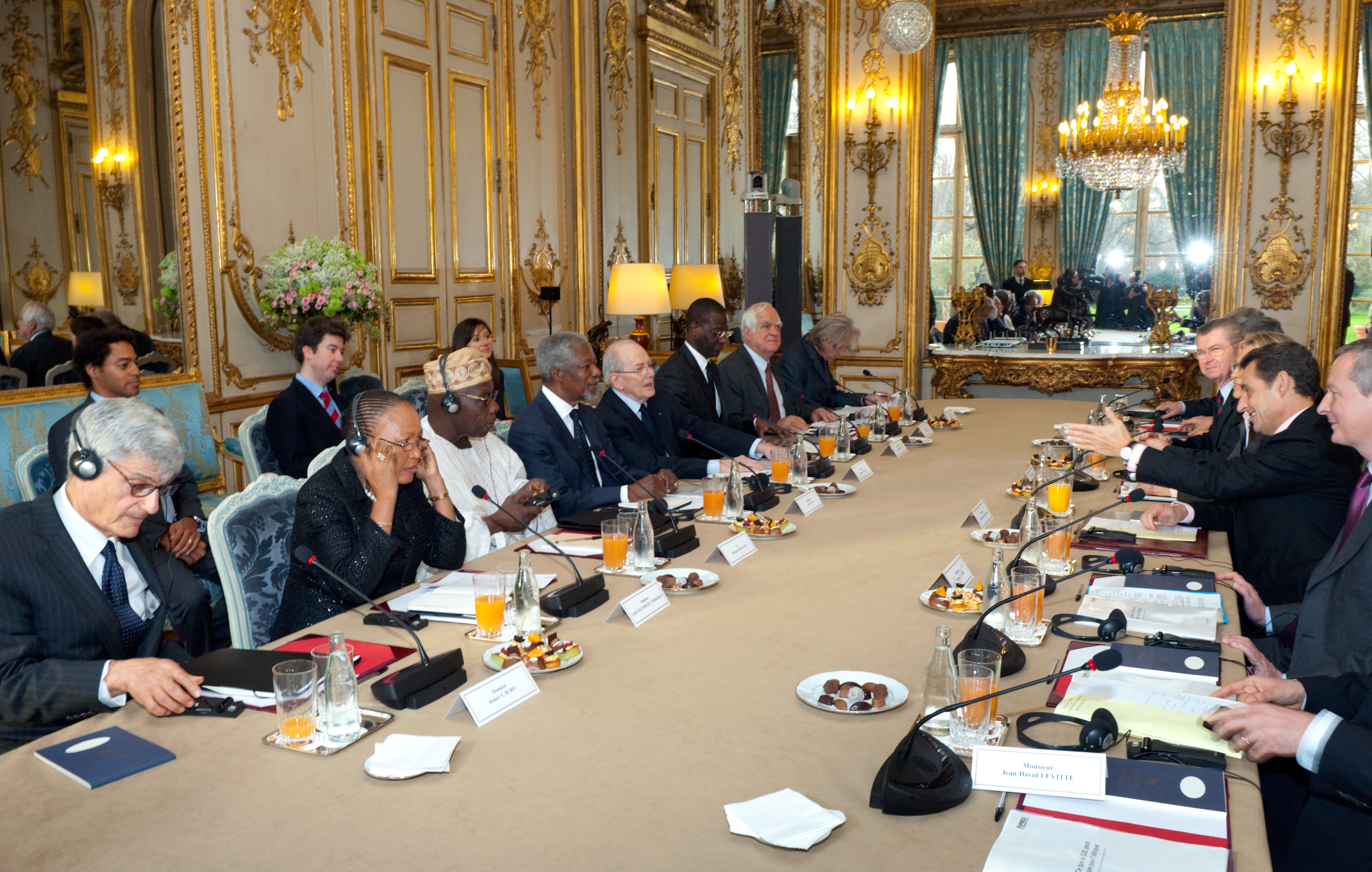
Gremiumssitzung im Februar 2011

- Kofi Annan (Vorsitzender), vormaliger UN-Generalsekretär
- Tony Blair (2007–2011), vormaliger Premierminister des Vereinigten Königreichs
- Michel Camdessus, vormaliger Direktor des Internationalen Währungsfonds
- Peter Eigen, Gründer von Transparency International
- Bob Geldof, irischer Musiker, Philanthrop und sozialpolitischer Aktivist (Initiator Band Aid, Live Aid und Live 8)
- Graça Machel, mosambikanische Politikerin und Aktivistin für Menschenrechte
- Strive Masiyiwa (2012–2017), simbabwischer Unternehmer und Philanthrop
- Linah Mohohlo, Gouverneurin der Bank of Botswana
- Olusegun Obasanjo, vormaliger Staatspräsident von Nigeria
- Robert Rubin, vormaliger Finanzminister der Vereinigten Staaten
- Tidjane Thiam, Chief Executive Officer der Crédit Suisse